# アバター・フライト・オブ・パッセージ
アバター・フライト・オブ・パッセージ(Avatar Flight of Passage)はディズニーパークにある3Dシミュレータータイプのアトラクションである。ディズニー・アニマル・キングダムのパンドラ - ザ・ワールド・オブ・アバターエリアに位置している。

## 存在するパーク
- ディズニー・アニマル・キングダム (ウォルト・ディズニー・ワールド・リゾート)

## 概要
| アバター・フライト・オブ・パッセージ Avatar Flight of Passage | アバター・フライト・オブ・パッセージ Avatar Flight of Passage | アバター・フライト・オブ・パッセージ Avatar Flight of Passage | アバター・フライト・オブ・パッセージ Avatar Flight of Passage |
| ------------------------------------------------------------- | ------------------------------------------------------------- | ------------------------------------------------------------- | ------------------------------------------------------------- |
| オープン日                                                    | オープン日                                                    | 2017年5月27日                                                 | 2017年5月27日                                                 |
| スポンサー                                                    | スポンサー                                                    | なし                                                          | なし                                                          |
| 利用制限                                                      |                                                               | 112cm以上                                                     | 112cm以上                                                     |
| ファストパス                                                  | ファストパス                                                  |                                                               | ○                                                             |
| シングルライダー                                              | シングルライダー                                              |                                                               | 対象外                                                        |

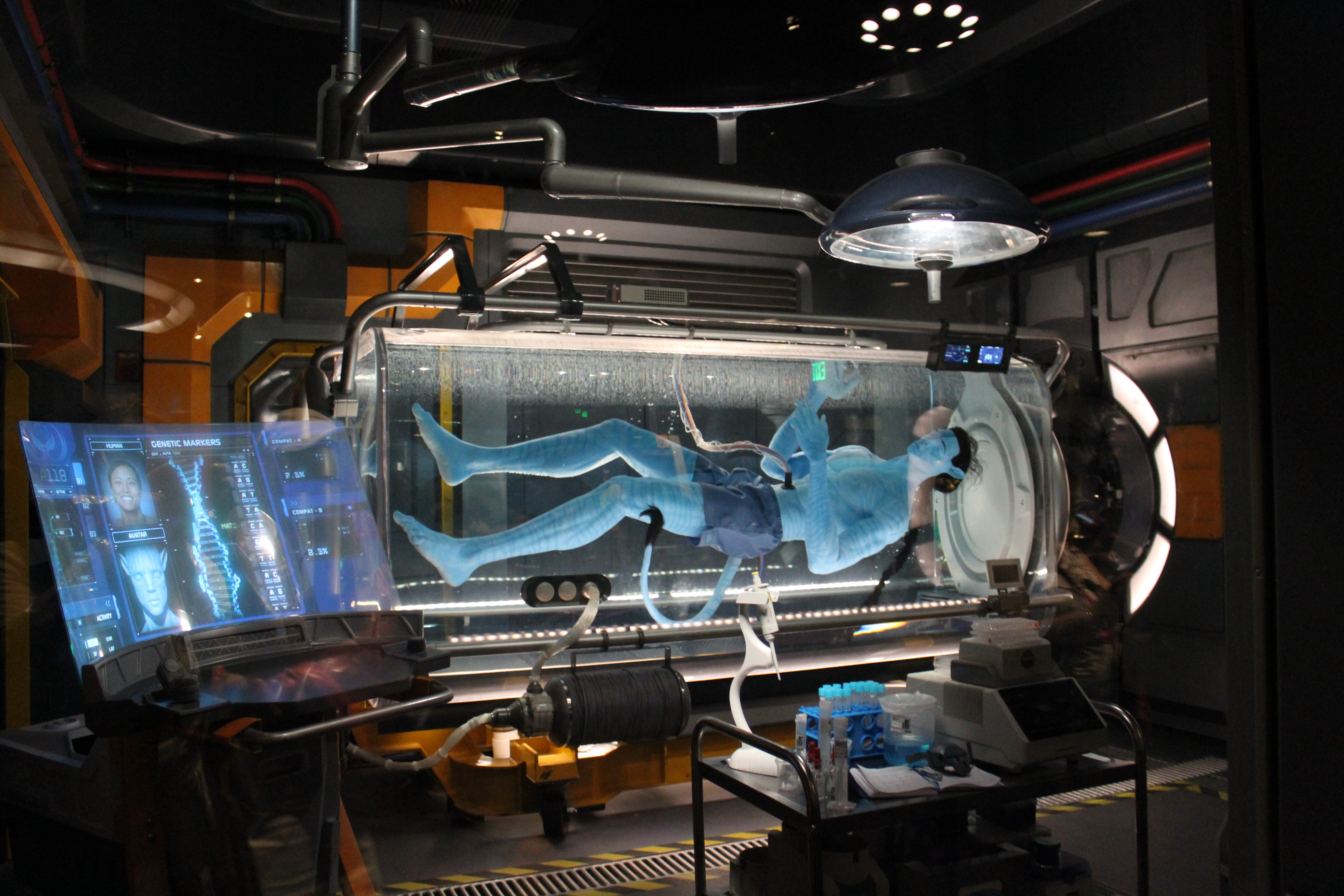
キューラインのオーディオアニマトロニクス

ディズニー・アニマル・キングダムのパンドラ - ザ・ワールド・オブ・アバターエリアに位置する映画「アバター」をテーマにした3Dシミュレーター型アトラクション。ウォルト・ディズニー・アトラクションズ(ディズニー・パークス・エクスペリエンス・プロダクツ)とライトストーム・エンターテインメントが共同で設計・開発した。
「マウンテン・バンシー（イクラン）」と呼ばれる翼竜に似た生物に乗ってパンドラの自然を大空で駆け巡るシミュレーション体験ができる。
キューラインは、山を上がり、洞窟、そして研究所を巡るという経路となっており、研究所内には映画に登場した「アバター」のオーディオアニマトロニクスも展示されている。